# MSC Cruises
MSC Cruises är ett italienskt kryssningsrederi med huvudkontor i Neapel. Rederiet har därtill 45 lokala kontor i olika delar av världen. MSC Cruises ordnar kryssningar året runt i östra och västra Medelhavet och säsongskryssningar i Karibien, Nordeuropa, Atlanten, Sydamerika och Nordamerika, Sydafrika och Förenade Arabemiraten. 
MSC Cruises ingår i samma koncern som MSC Cargo, ett av världens största containerfraktfartyg. Ägare är den italienska familjen Aponte.